# Worthington (Virginie-Occidentale)
Pour les articles homonymes, voir Worthington.
Worthington est une ville américaine située dans le comté de Marion en Virginie-Occidentale.
Selon le recensement de 2010, Worthington compte 158 habitants. La municipalité s'étend sur 0,60 milles carrés (1,55 km2).
La ville doit son nom au colonel George Worthington, l'un de ses premiers habitants. Elle devient une municipalité en 1893